# Луј Марија де Лаверељер-Лепо
Луј Марија де Лаверељер-Лепо (фр. Louis-Marie de La Révellière-Lépeaux; Монтеђо, 24. август 1753 — Париз, 24. март 1824) је био француски политичар у периоду Француске револуције, члан Националног Конвента и председник Директоријума. 

## Биографија
Рођен је у Монтеђу у департману Вандеји. Студирао је права у Анжују и Паризу. Учествовао је на скупштини сталежа 1789. године. Предложио је 19. новембра чувени декрет којим Француска нуди заштиту страним земљама у њиховим борбама за слободу. Грасао је за погубљење Луја XVI, иако није припадао екстремистима. Након револуције од 31. маја до 2. јуна 1793. године протеран је заједно са жирондинцима. Био је у егзилу до Термидорске реакције у којој су јакобинци, предвођени Максимилијаном Робеспјером, збачени са власти. Убрзо је постао члан Комитета јавне безбедности. Лаверељер-Лепо је био први на листи изабраних директора. Постао је председник француског Директоријума. Подржавали су га Ребел и Барас, али је Лепоов највећи противник био Лазар Карно. Задржао се на месту директора и након Наполеоновог државног удара 18. фруктидора. Са власти је збачен у државном удару 30. преријала (18. јуна 1799.) након чега се пензионисао. Живео је у Француској, али није узимао учешћа у јавним пословима. Надживео је пораз Наполеона 1815. године. Умро је 24. марта 1824. године. 